# Website

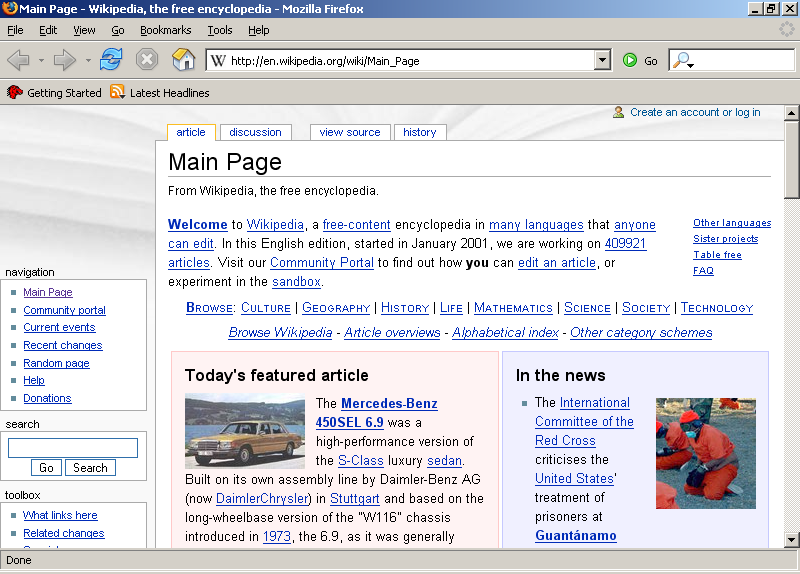
Trang đầu của website Wikipedia tiếng Anh, xem bởi trình duyệt Mozilla Firefox trên Microsoft Windows.

Website (còn được viết là web site) là tập hợp các trang web và nội dung liên quan được xác định bằng một tên miền chung và được xuất bản trên ít nhất một máy chủ web. Các ví dụ đáng chú ý là các website wikipedia.org, google.com và amazon.com.
Tất cả các website có thể truy cập công khai đều tạo thành World Wide Web. Cũng có những website riêng tư chỉ có thể được truy cập trên mạng riêng, chẳng hạn như website nội bộ của công ty dành cho nhân viên của công ty.
Các website thường dành riêng cho một chủ đề hoặc mục đích cụ thể, chẳng hạn như tin tức, giáo dục, thương mại, giải trí hoặc mạng xã hội. Siêu liên kết giữa các website hướng dẫn điều hướng của website, thường bắt đầu với trang chủ.
Người dùng có thể truy cập các website trên nhiều loại thiết bị, bao gồm máy tính để bàn, máy tính xách tay, máy tính bảng và điện thoại thông minh. Ứng dụng được sử dụng trên các thiết bị này được gọi là trình duyệt web.

## Lịch sử

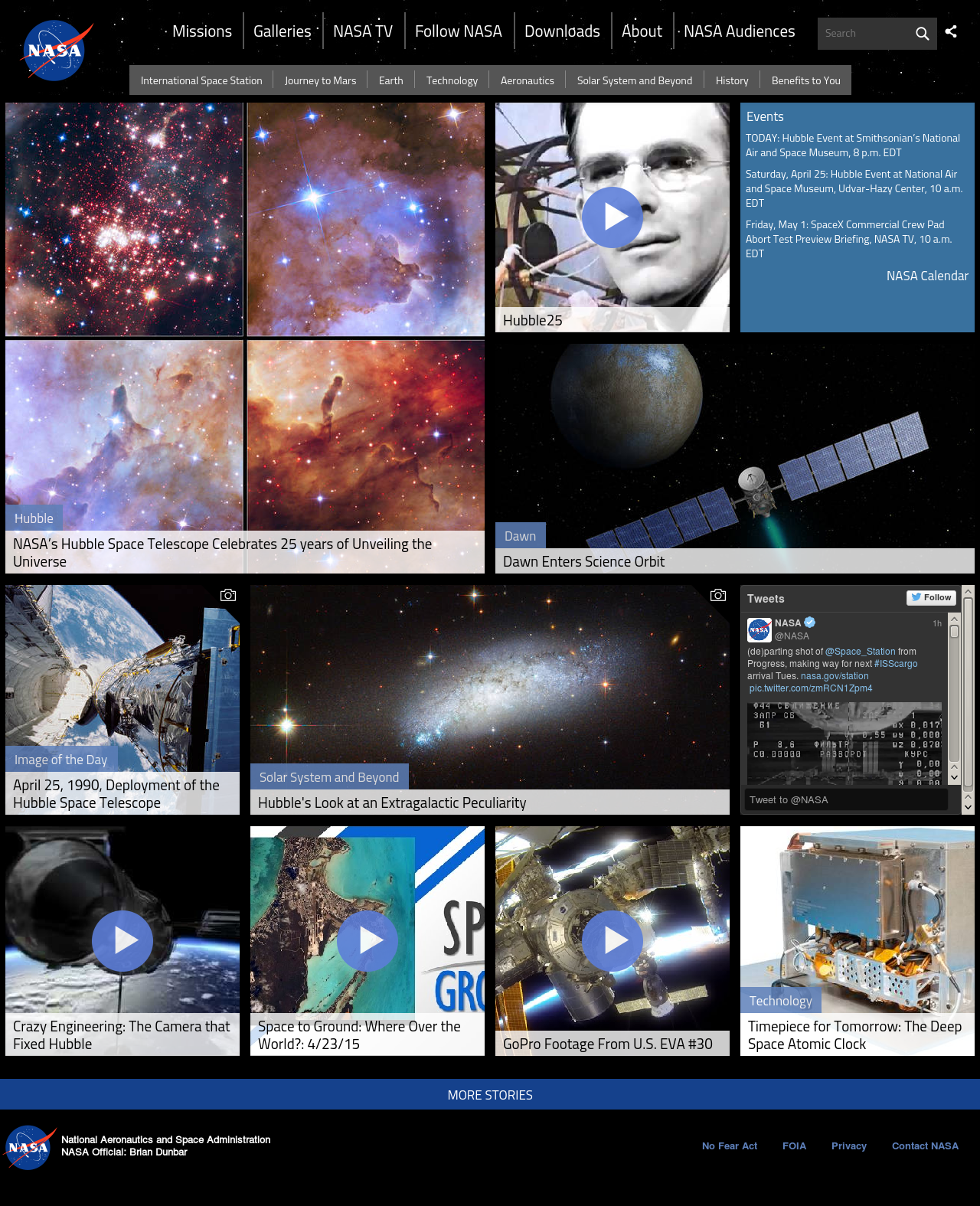
Trang chủ nasa.gov năm 2015

World Wide Web (WWW) được nhà vật lý CERN người Anh Tim Berners-Lee tạo ra vào năm 1990. Vào ngày 30 tháng 4 năm 1993, CERN thông báo rằng World Wide Web sẽ được cung cấp miễn phí cho bất kỳ ai góp phần vào sự phát triển vượt bậc của Web. Trước khi ra đời giao thức truyền siêu văn bản (HTTP), các giao thức khác như giao thức truyền tệp và giao thức gopher đã được sử dụng để truy xuất các tệp riêng lẻ từ một máy chủ. Các giao thức này cung cấp cấu trúc thư mục đơn giản để người dùng điều hướng và nơi họ chọn tệp để tải xuống. Các tài liệu thường được trình bày dưới dạng tệp văn bản thuần túy không có định dạng hoặc được mã hóa ở các định dạng trình xử lý văn bản.

## Tổng quan
Các website có thể được sử dụng theo nhiều kiểu khác nhau: website cá nhân, website công ty cho công ty, website chính phủ, website tổ chức,... Các website có thể là sản phẩm của một cá nhân, một doanh nghiệp hoặc tổ chức khác và thường dành riêng cho một chủ đề hoặc mục đích cụ thể. Bất kỳ website nào cũng có thể chứa một siêu liên kết đến bất kỳ website nào khác, do đó, sự phân biệt giữa các website riêng lẻ, theo nhận thức của người dùng, có thể không rõ ràng.
Một số website yêu cầu người dùng đăng nhập hoặc đăng ký để truy cập nội dung. Ví dụ về các website đăng ký bao gồm nhiều website kinh doanh, website tin tức, website tạp chí học thuật, website trò chơi, website chia sẻ tập tin, bảng tin, email dựa trên web, website mạng xã hội, website cung cấp dữ liệu thị trường chứng khoán theo thời gian thực, cũng như các website cung cấp nhiều dịch vụ khác.
Trong khi "web site" là cách viết gốc của tiếng Anh (đôi khi được viết hoa "Web site", vì "Web" là danh từ riêng khi đề cập đến World Wide Web), biến thể này đã trở nên hiếm khi được sử dụng và "website" đã trở thành cách viết chuẩn. Tất cả các hướng dẫn phong cách viết tiếng Anh chính, chẳng hạn như The Chicago Manual of Style và AP Stylebook đã phản ánh sự thay đổi này.

## Website tĩnh
Website tĩnh là website có các website được lưu trữ trên máy chủ ở định dạng được gửi đến trình duyệt web của khách hàng. Nó chủ yếu được mã hóa bằng Hypertext Markup Language (HTML); Cascading Style Sheets (CSS) được sử dụng để kiểm soát giao diện ngoài HTML cơ bản. Hình ảnh thường được sử dụng để tạo ra sự xuất hiện mong muốn và là một phần của nội dung chính. Âm thanh hoặc video cũng có thể được coi là nội dung "tĩnh" nếu nó phát tự động hoặc nói chung là không tương tác. Loại website này thường hiển thị cùng một thông tin cho tất cả khách truy cập. Tương tự như việc phát một tập tài liệu in cho khách hàng hoặc khách hàng, một website tĩnh nói chung sẽ cung cấp thông tin chuẩn, nhất quán trong một khoảng thời gian dài. Mặc dù chủ sở hữu website có thể cập nhật định kỳ, nhưng đây là một quy trình thủ công để chỉnh sửa văn bản, ảnh và nội dung khác và có thể yêu cầu các kỹ năng và phần mềm thiết kế website cơ bản. Các biểu mẫu đơn giản hoặc ví dụ tiếp thị của website, chẳng hạn như website cổ điển, website năm trang hoặc website tài liệu quảng cáo thường là website tĩnh, vì chúng trình bày thông tin tĩnh, được xác định trước cho người dùng. Điều này có thể bao gồm thông tin về một công ty và các sản phẩm và dịch vụ của công ty thông qua văn bản, ảnh, ảnh động, âm thanh/video và menu điều hướng.
Các website tĩnh vẫn có thể sử dụng Server Side Includes (SSI) như một tiện ích chỉnh sửa, chẳng hạn như chia sẻ một thanh menu chung trên nhiều trang. Vì hành vi của website đối với người đọc vẫn là tĩnh nên đây không được coi là website động.

## Website động

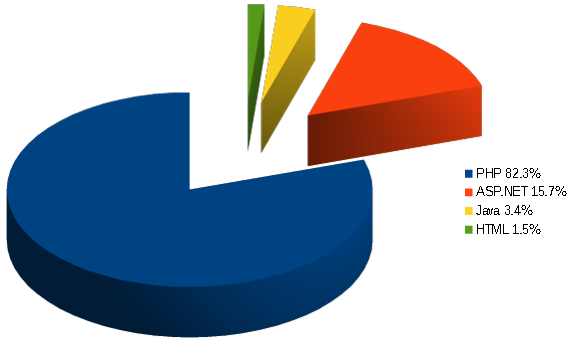
Tỷ lệ sử dụng ngôn ngữ lập trình phía máy chủ vào năm 2016.

Website động là website tự động thay đổi hoặc tùy chỉnh thường xuyên và tự động. Các trang động phía máy chủ được tạo "nhanh chóng" bởi mã máy tính tạo ra HTML (CSS chịu trách nhiệm về giao diện và do đó, là các tệp tĩnh). Có một loạt các hệ thống phần mềm, chẳng hạn như CGI, Java Servlet và Java Server Pages (JSP), Active Server Pages và ColdFusion (CFML) có sẵn để tạo hệ thống web động và website động. Các khung ứng dụng web và hệ thống mẫu web khác nhau có sẵn cho các ngôn ngữ lập trình thông dụng như Perl, PHP, Python và Ruby để giúp tạo các website động phức tạp nhanh hơn và dễ dàng hơn.
Một website có thể hiển thị trạng thái hiện tại của cuộc đối thoại giữa những người dùng, theo dõi tình hình thay đổi hoặc cung cấp thông tin theo một cách nào đó được cá nhân hóa theo yêu cầu của từng người dùng. Ví dụ: khi trang đầu của một trang tin tức được yêu cầu, mã chạy trên máy chủ web có thể kết hợp các đoạn HTML được lưu trữ với các tin bài được truy xuất từ cơ sở dữ liệu hoặc một website khác qua RSS để tạo ra một trang bao gồm thông tin mới nhất. Các website động có thể tương tác bằng cách sử dụng các biểu mẫu HTML, lưu trữ và đọc lại cookie của trình duyệt hoặc bằng cách tạo một loạt các trang phản ánh lịch sử các lần nhấp trước đó. Một ví dụ khác về nội dung động là khi một website bán lẻ có cơ sở dữ liệu về các sản phẩm truyền thông cho phép người dùng nhập một yêu cầu tìm kiếm, ví dụ như đối với từ khóa Beatles. Đáp lại, nội dung của website sẽ thay đổi một cách tự nhiên như trước đây, và sau đó sẽ hiển thị danh sách các sản phẩm của Beatles như CD, DVD và sách. HTML động sử dụng mã JavaScript để hướng dẫn trình duyệt web cách sửa đổi nội dung trang một cách tương tác. Một cách khác để mô phỏng một loại website động nhất định trong khi tránh mất hiệu suất khi khởi chạy động cơ trên cơ sở mỗi người dùng hoặc mỗi kết nối là việc tự động tạo lại một loạt lớn các trang tĩnh theo định kỳ.

## Nội dung đa phương tiện và tương tác
Các website ban đầu chỉ có văn bản và ngay sau đó là hình ảnh. Các plug-in của trình duyệt web sau đó được sử dụng để thêm âm thanh, video và tương tác (chẳng hạn như cho một ứng dụng web phong phú phản ánh sự phức tạp của một ứng dụng máy tính để bàn như trình xử lý văn bản). Ví dụ về các trình cắm như vậy là Microsoft Silverlight, Adobe Flash, Adobe Shockwave và Applet được viết bằng Java. HTML 5 bao gồm các mục dành cho âm thanh và video không có plugin. JavaScript cũng được tích hợp vào hầu hết các trình duyệt web hiện đại và cho phép người tạo website gửi mã đến trình duyệt web để hướng dẫn nó cách tương tác sửa đổi nội dung trang và giao tiếp với máy chủ web nếu cần. Biểu diễn nội dung của trình duyệt được gọi là Document Object Model (DOM).
WebGL (Web Graphics Library) là một API JavaScript hiện đại để hiển thị đồ họa 3D tương tác mà không cần sử dụng plug-in. Nó cho phép các nội dung tương tác như hình ảnh động 3D, hình ảnh trực quan và phần giải thích video cho người dùng được trình bày theo cách trực quan nhất.
Xu hướng từ năm 2010 trong các website được gọi là "thiết kế đáp ứng" đã mang lại trải nghiệm xem tốt nhất vì nó cung cấp bố cục dựa trên thiết bị cho người dùng. Các website này thay đổi bố cục của chúng theo thiết bị hoặc nền tảng di động, do đó mang lại trải nghiệm người dùng phong phú.

## Phân loại
Website có thể được chia thành hai loại lớn: tĩnh và tương tác. Các website tương tác là một phần của cộng đồng các website 2.0 và cho phép tương tác giữa chủ sở hữu website và khách truy cập hoặc người dùng website. Các website tĩnh phục vụ hoặc thu thập thông tin nhưng không cho phép tương tác trực tiếp với khán giả hoặc người dùng. Một số website là thông tin do những người đam mê tạo ra hoặc để sử dụng hoặc giải trí cá nhân. Nhiều website nhằm mục đích kiếm tiền, sử dụng một hoặc nhiều mô hình kinh doanh, bao gồm:
- Đăng nội dung thú vị và bán quảng cáo theo ngữ cảnh thông qua bán hàng trực tiếp hoặc thông qua mạng quảng cáo.
- Thương mại điện tử: sản phẩm hoặc dịch vụ được mua trực tiếp qua website.
- Quảng cáo các sản phẩm hoặc dịch vụ có sẵn tại một doanh nghiệp truyền thống.
- Freemium: nội dung cơ bản có sẵn miễn phí nhưng nội dung cao cấp yêu cầu thanh toán (ví dụ: website WordPress, nó là một nền tảng mã nguồn mở để xây dựng blog hoặc website).